# Leucania nigristriga
Leucania nigristriga là một loài bướm đêm trong họ Noctuidae.